# 660-km-Diskontinuität
Die 660-km-Diskontinuität definiert die untere Grenze der Mantelübergangszone und damit den Beginn des unteren Mantels der Erde. Sie ist gekennzeichnet durch eine Zunahme der seismischen Geschwindigkeiten mit der Tiefe. Ihre Bezeichnung orientiert sich an der durchschnittlichen globalen Tiefe ihres Auftretens nach dem Referenz-Erdmodell IASP91, kann jedoch unter Subduktionszonen variieren. In anderen Geschwindigkeitsmodellen der Erde (z. B. PREM, Preliminary Reference Earth Model) kann die Tiefe auch mit 670 km angegeben sein.
Die 660-km-Diskontinuität hat ihre Ursache in der Phasenumwandlung von γ-Olivin („Spinell“). γ-Olivin zerfällt dort in Perowskit (Mg,Fe)SiO3 und Ferroperiklas (Mg,Fe)O (oft ungenau auch als Magnesiowüstit bezeichnet).
Das Auftreten der Phasenumwandlung ist gekoppelt an ein bestimmtes Verhältnis von Druck und Temperatur. Diese können durch Clapeyron-Steigungen dargestellt werden. Die entsprechende Clapeyron-Steigung für die 660-km-Diskontinuität wird mit −2 MPa/K angegeben. Die durchschnittliche Tiefe von 660 km entspricht einem Druck von ungefähr 23,5 GPa. Durch die negative Clapeyron-Steigung führt eine Erhöhung der Temperatur im Erdmantel dazu, dass für die Umwandlung des γ-Olivins niedrigerer Druck vorherrschen muss. Die Temperaturerhöhung kann durch einen aufsteigenden Plume hervorgerufen werden.